# Berliet VSB
Der Berliet VSB war ein leichter französischer Lastkraftwagen der frühen 1930er Jahre, lieferbar als Fahrgestell für LKW wie auch für Omnibusse.

## Geschichte
Im Jahr 1930 führte Berliet eine Familie neuer leichter Hauben-LKW mit einer Nutzlast von 2 bis 2,5 Tonnen ein, die teilweise auch Omnibusaufbauten erhielten. Sie wurden unter der Typenbezeichnung „VSB“ bis 1934 gebaut.

## Technik
Eingebaut war üblicherweise – soweit nicht ausdrücklich anders vermerkt – der  3,3-Liter-Vierzylinder-Ottomotor des Typs MLX16 (90 mm Bohrung, 130 mm Hub, Hubraum 3308 cm³), der seine (vom Hersteller nicht angegebene) Höchstleistung bei 1500/min erbrachte. Steuerlich war der Motor mit 16 CV fiscaux vermessen. Das Getriebe hatte vier Vorwärtsgänge und einen Rückwärtsgang. Über eine Kardanwelle wurden die Hinterräder angetrieben. Die Fußbremse wirkte als Servobremse auf alle vier Räder, die Handbremse mit Seilzug auf die Hinterräder. Das Fahrzeug hatte Rechtslenkung.

## Varianten
Der Berliet VSB19 hatte einen Sechszylindermotor und wurde ab August 1930 angeboten. Einschließlich des oben beschriebenen Basismodells VSB16 wurden 387 Stück im Jahr 1930, 640 Stück im Jahr 1931, 595 Stück im Jahr 1932, 1 Stück 1933 und 2 Stück 1934 gebaut.
Der Berliet VSBC, ab April 1932 gebaut, hatte den eingangs beschriebenen 3,3-Liter-Motor. Im Jahr 1933 wurden 157 Stück, 7 Stück im Jahr 1934 gebaut.
Der Berliet VSBO, ab Juni 1932 gebaut, war eine Kleinbus-Variante des VSBC. Im Jahr 1933 wurden 21 Stück gebaut. Der Radstand maß 4,17 m, die Länge 6,225, die Spur vorne 1,595 und hinten 1,545 m
Der Berliet VSBS, ab Februar 1930 angeboten, hatte ein tiefergelegtes Fahrgestell (S = sourbaisse).
Nachfolgend eine Übersicht über die technischen Daten der einzelnen Varianten:
| Typ   | Motor | Zyl. | Bohrg. | Hub | Hubr. | /min | CV    | Chassis | Nutzl. | max. | Bem.,  |
|       | Typ   | Zahl | mm     | mm  | cm³   | max  | fisc. | kg      | kg     | kg   | Quelle |
| ----- | ----- | ---- | ------ | --- | ----- | ---- | ----- | ------- | ------ | ---- | ------ |
| VSB16 | MLX16 | 4    | 90     | 130 | 3308  | 1500 | 16    | 1630    | .      | 4850 | [ 4 ]  |
| VSB19 | MLC5  | 6    | 85     | 120 | 4086  | 2000 | 19    | 1700    | 2500   | .    | [ 5 ]  |
| VSBC  | MLX16 | 4    | 90     | 130 | 3308  | 2000 | 16    | 1700    | 2500   | .    | [ 6 ]  |
| VSBO  | MLX16 | 4    | 90     | 130 | 3308  | 1600 | 16    | 1775    | .      | 5000 | [ 7 ]  |
| VSBS  | MLX16 | 4    | 90     | 130 | 3308  | 2000 | 16    | 1800    | .      | 5400 | [ 8 ]  |